# 金鐘獎類型音樂節目主持人獎得獎列表
廣播金鐘獎類型音樂節目主持人獎是由文化部影視及流行音樂產業局在臺灣舉辦的現行頒發獎項，前身為非流行音樂節目主持人獎。

## 歷屆得獎暨入圍名單
|  | 獲獎者 |

### 類型音樂節目主持人獎（第54屆～至今）
| 年度 （屆數）   | 廣播作品                                                                          |
| --------------- | --------------------------------------------------------------------------------- |
| 2019 （第54屆） | 管仁健、黎慧芝／《那些年我們一起唱的歌》／財團法人中央廣播電臺                    |
| 2019 （第54屆） | 李欣芸／《星夜狂想曲》／財團法人台北勞工教育電台基金會                            |
| 2019 （第54屆） | 林姿瑩／《笛思林夢想之樹》／竹科廣播股份有限公司                                  |
| 2019 （第54屆） | 墨鏡哥【甘仲維】／《鮮聲奪人Voice Over》／漢聲廣播電臺                            |
| 2019 （第54屆） | 賴家慶／《阿卡人聲》／國立教育廣播電臺                                            |
| 2020 （第55屆） | 徐崇育／《Jazz Supreme 爵士‧無所不在》／財團法人台北勞工教育電台基金會            |
| 2020 （第55屆） | 陳明珠／《客家妹來打卡》／財團法人客家公共傳播基金會                              |
| 2020 （第55屆） | 黎慧芝、管仁健／《那些年我們一起唱的歌》／財團法人中央廣播電臺                    |
| 2020 （第55屆） | 墨鏡哥【甘仲維】／《Voice Over 鮮聲奪人》／漢聲廣播電臺                           |
| 2020 （第55屆） | 譚志薏、戴伸峰／《弦外之音》／財團法人中央廣播電臺                                |
| 2021 （第56屆） | 咖啡貓【楊盈箴】／《傾聽音樂》／財團法人佳音廣播電台                              |
| 2021 （第56屆） | 宋菁玲／《菁彩音樂bar》／財團法人中央廣播電臺                                     |
| 2021 （第56屆） | 阿Kim【邱廉欽】／《欽點客music》／財團法人客家公共傳播基金會                      |
| 2021 （第56屆） | 閻正天／《風中的樂音》／好家庭廣播股份有限公司                                    |
| 2021 （第56屆） | 譚志薏、戴伸峰／《弦外之音》／財團法人中央廣播電臺                                |
| 2022 （第57屆） | Zoe【黃瑞芬】／《ici Zoe-Zoe在這裡》／竹科廣播股份有限公司                        |
| 2022 （第57屆） | DJ羅小Q【羅方翰】／《電音新浪潮》／國立教育廣播電臺                               |
| 2022 （第57屆） | 呂岱衛／《蒙德里安調色盤》／好家庭廣播股份有限公司                                |
| 2022 （第57屆） | 咖啡貓【楊盈箴】／《傾聽音樂》／財團法人佳音廣播電台                              |
| 2022 （第57屆） | 張翰揚／《當音樂來敲門》／正聲廣播股份有限公司                                    |
| 2023 （第58屆） | 墨鏡哥【甘仲維】／《鮮聲奪人Voice Over》／漢聲廣播電臺                            |
| 2023 （第58屆） | 呂岱衛／《蒙德里安調色盤》／好家庭廣播股份有限公司                                |
| 2023 （第58屆） | 徐崇育／《Jazz Supreme 爵士．無所不在》／財團法人台北勞工教育電台基金會           |
| 2023 （第58屆） | 黃子軒／《 作客REC&LIVE》／環宇廣播事業股份有限公司                               |
| 2023 （第58屆） | 譚志薏、戴伸峰／《心唱臺灣頌》／財團法人中央廣播電臺                              |
| 2024 （第59屆） | 西風【吳正鎮】／《音樂伸展台—古典不古典》／高雄廣播電臺                           |
| 2024 （第59屆） | 宋菁玲、黎清映娟【Kay】／《神曲越南 Thần khúc Vietnam》／財團法人寶島客家廣播電台 |
| 2024 （第59屆） | 咖啡貓【楊盈箴】／《歌舞實驗室》／財團法人佳音廣播電台                            |
| 2024 （第59屆） | 馬耀‧喇外／《Sawali Music Style》／財團法人原住民族文化事業基金會                 |
| 2024 （第59屆） | 黃子軒／《作客REC＆LiVE》／環宇廣播事業股份有限公司                               |
| 2025 （第60屆） |                                                                                   |
|                 |                                                                                   |
|                 |                                                                                   |
|                 |                                                                                   |
|                 |                                                                                   |

## 外部連結
- 廣播電視金鐘獎官方網站 （页面存档备份，存于）
- 歷屆廣播金鐘獎得獎入圍名單 （页面存档备份，存于），文化部影視及流行音樂產業局